# José Verdú Nicolás
José Verdú Nicolás, conegut futbolísticament com a Toché (1 de gener de 1983 a Múrcia), és un exfutbolista professional murcià que jugava com a davanter.
Va jugar 297 partits a Segona Divisió durant 11 temporades, marcant un total de 96 gols per a l'Hèrcules CF, Reial Valladolid, CD Numància, Albacete Balompié, FC Cartagena, Deportivo i Reial Oviedo. Va sumar 32 aparicions a La Liga, i també va competir professionalment a Grècia.